# Робертс, Кит
Кит Джон Кингстон Робертс (англ. Keith John Kingston Roberts) (20 сентября 1935, Кеттеринг, Нортгемптоншир, Великобритания — 5 октября 2000, Солсбери, Великобритания) — английский писатель-фантаст, многократный лауреат премии Британской ассоциации научной фантастики, автор романа «Павана», написанного в жанре альтернативной истории. Робертса называют Томасом Харди научной фантастики, имея в виду его внимание к сельской Англии, описанной в лирических и мрачноватых тонах.

## Биография
Кит Джон Кингстон Робертс родился в Кеттеринге, Нортгемптоншир, 20 сентября 1935 года. Отец Лэнс Джон Кингстон Робертс работал оператором в компании «Одеон», мать Лаура Эллен Уэлл Робертс была медсестрой. В 1953—1956 годах учился в художественной школе в Хенли-на-Темзе (Оксфордшир), в 1956—1957 — в Лестерском колледже искусств, получив диплом дизайнера. Работал на студии анимационных фильмов и в рекламном агентстве.
Начал сотрудничать в качестве художника с британским журналом фантастики «Science Fantasy», редактируемым К. Бонфильоли. Был автором большей части обложек этого издания в середине 60-х годов. В 1964 году в том же журнале под псевдонимом Алистер Бивэн был опубликован его первый рассказ «Эскапизм» («Escapism»).
Иллюстрировал свои рассказы в журналах «Science Fantasy», «New Worlds» (редактор Майкл Муркок), а также произведения других авторов — Брайана Олдисса, Томаса Диша, Джона Браннера, Майкла Муркока.
В 1965—1966 годах исполнял обязанности помощника редактора журнала «SF Impulse» (бывший «Science Fantasy»). В 1966 году главным редактором стал американский фантаст Гарри Гаррисон, проживавший в США и в силу этого не столь активно участвовавший в жизни журнала. Ряд номеров 1966—1967 годов фактически редактировал Робертс.
Десятилетие с середины 60-х до середины 70-х годов было самым плодотворным в творчестве писателя. За это время Робертс опубликовал несколько десятков произведений, в том числе цикл рассказов «Анита» («Anita») об Аните Томпсон, юной ведьме из Нортгемтоншира. В это же время появился прославивший его роман «Павана» (1966—1968), состоящий из нескольких связанных единством мира историй, который уже в начале 70-х годов был переведен на ряд европейских языков.
Весной 1967 года журнал «SF Impulse» был объединен с «New Worlds». Слияние положило конец редакторской работе Робертса. Писатель уехал из Лондона и некоторое время жил в Хенли-на-Темзе, затем переехал на юг Англии, в Солсбери.
В 1990 году Робертсу был поставлен диагноз рассеянный склероз. В октябре 2000 года он умер от осложнений этого заболевания.

### Романы и циклы рассказов
- The Furies (1966)
- Павана (Pavane) (1968)
- Anita (1970)
- The Inner Wheel (1970)
- The Boat of Fate (1971)
- The Chalk Giants (1974)
- Molly Zero (1980)
- Kiteworld (1985)
- Kaeti & Company (1986)
- Gráinne (1987)
- The Road to Paradise (1989)
- Kaeti on Tour (1992)
- Drek Yarman (2000)

### Рассказы
- Escapism (1964)
- The Madman (1964)
- Канарейки Боултера (Boulter’s Canaries) (1965)
- Acclimatization (1965)
- Deterrent (1965)
- High Eight (1965)
- Manipulation (1965)
- Sub-Lim (1965)
- Susan (1965)
- The Door (1965)
- The Typewriter (1965)
- Flight of Fancy (1965)
- The Flowers of the Valley (1965)
- Breakdown (1966)
- Manscarer (1966)
- Synth (1966)
- The Deeps (1966)
- The Scarlet Lady (1966)
- Survey of the Third Planet (1966)
- The Pace That Kills (1966)
- The Worlds That Were (1966)
- The Eastern Windows (1967)
- Coranda (1967)
- Coda (1968)
- Therapy 2000 (1969)
- The Death of Libby Maynard (1970)
- The Everything Man (1970)
- The God House (1971)
- The Wreck of the «Kissing Bitch» (1971)
- Monkey and Pru and Sal (1971)
- I Lose Medea (1972)
- The Grain Kings (1972)
- The Passing of the Dragons (1972)
- Канун Рождества (Weihnachtabend) (1972)
- Everything in the Garden (1973)
- The Beautiful One (1973)
- The Snake Princess (1973)
- The Lake of Tuonela (1973)
- The Trustie Tree (1973)
- Fragments (1974)
- Rand, Rat and the Dancing Man (1974)
- The Sun Over a Low Hill (1974)
- Usk the Jokeman (1974)
- Winterwood (1974)
- The Ministry of Children (1975)
- Missa Privata (1976)
- The Big Fans (1977)
- The Helmet-Maker’s Wife (1977)
- The Shack at Great Cross Halt (1977)
- Molly Zero (1977)
- Ariadne Potts (1978)
- Our Lady of Desperation (1979)
- The Lordly Ones (1980)
- The Comfort Station (1980)
- Sphairistike (1984)
- Richenda (1985)
- The Inn at the World’s End (1986)
- Diva (1986)
- The Castle on the Hoop (1986)
- Piper’s Wait (1987)
- Equivalent for Giles (1987)
- The Grey Wethers (1989)
- Mrs. Cibber (1989)
- The Event (1989)
- Measured Perspective (1990)
- Миссис Байрес и дракон (Mrs. Byres and the Dragon) (1990)
- The Will of God (1991)
- Unlikely Meeting (1994)

### Публицистика
- The Natural History of the P.H. (1988)
- Irish Encounters: A Short Travel (1989)
- Lemady: Episodes of a Writer’s Life (1997)

## Русские переводы
Русскоязычному читателю Кит Робертс стал известен только в начале 90-х годов, когда издательствами «Культура» и «Титул» был опубликован роман «Павана» в переводе В. Задорожного. Это единственное крупное произведение, переведенное на русский язык, впоследствии были переиздано в ряде антологий научной фантастики в жанре альтернативной истории. Помимо «Паваны» переведены рассказы «Канарейки Боултера», «Миссис Байрес и дракон» и «Канун Рождества».

## Награды и номинации

### Награды
- Премия Британской ассоциации научной фантастики 1982 — малая форма: «Kitemaster».
- Премия Британской ассоциации научной фантастики 1986 — малая форма: «Kaeti and the Hangman».
- Премия Британской ассоциации научной фантастики 1986 — иллюстрация: иллюстрация к собственной книге «Kaeti & Company».
- Премия Британской ассоциации научной фантастики 1987 — роман: «Gráinne»[10].

### Номинации
- Премия Небьюла 1971 — новелла: «The God House».
- Премия Британской ассоциации научной фантастики 1980 — роман: «Molly Zero».
- Премия Хьюго 1981 — роман: «The Lordly Ones».
- Премия Британской ассоциации научной фантастики 1985 — роман: «Kiteworld».
- Мемориальная премия Джона У. Кэмпбелла 1986 (Совместное 3-е место) — роман: «Kiteworld».
- Премия Небьюла 1987 — новелла: «Тигровый свитер».
- Премия Артура Ч. Кларка 1988 — роман: «Gráinne».